# Трепат де Наварро, Дора
Дора Трепат де Наварро (исп. Dora Trepat de Navarro; 1910 — 1971) — аргентинская шахматистка, участница чемпионата мира по шахматам среди женщин (1939), многократная чемпионка Аргентины по шахматам среди женщин (1938, 1939, 1940, 1941, 1942, 1959, 1960, 1964).

## Биография
Дора Трепат де Наварро начала играть в шахматы в шахматном клубе «Club de Ajedrez Jaque Mate de la Capital Federal» в Буэнос-Айресе. С 1935 по 1939 и с 1954 года она работала инструктором по шахматам в шахматном клубе «San Lorenzo de Almagro». С конца 1930-х до начала 1960-х годов Дора Трепат де Наварро была одной из ведущих аргентинских шахматисток. В 1938 году она выиграла первый чемпионат Аргентины по шахматам среди женщин. В 1939 году в Буэнос-Айресе приняла участие в турнире за звание чемпионки мира по шахматам, где поделила 12-е — 13-е место. Она дважды занимала третье место в зональных турнирах Южной Америки в розыгрышах цикла чемпионата мира по шахматам среди женщин (1954, 1966). В 1964 году Дора Трепат де Наварро в последний раз выиграла чемпионат Аргентины по шахматам среди женщин.